# Goatlord (Band)
Goatlord ist eine US-amerikanische Metal-Band.

## Geschichte
Goatlord wurde 1985 gegründet und veröffentlichte im Juni 1987 ein erstes Demo, das eine Mischung aus Sludge und Death Metal darstellt; in Tape-Trading-Kreisen ist das Demo auch unter dem Titel Forever Black Dwell in Hell (nach einem Vers aus dem Lied Unholy Black Slut) bekannt. Das zweite Demo Sodomize the Goat hatte einen wesentlich metallischeren Klang. Der Stil von Goatlord wurde zunehmend langsamer, womit die Band nach Dream Death einer der ersten Vertreter des Death Doom wurde. Nach der Aufnahme einer Promokassette 1991 kam es zu Spannungen wegen der stilistischen Entwicklung. Die Mehrheit der Mitglieder war für einen langsameren, bordun-lastigeren Stil, sodass der Sänger Ace Stills Goatlord verließ und mit Doom Snake Cult weiterhin tätig war.
Goatlord erhielt einen Vertrag mit Turbo Records und nahm ihr Debütalbum mit Mitch Harris von Napalm Death als Gastsänger auf. Kurz vor dem Mastering kehrte Ace Stills zurück; als er seine Gesangsspuren aufnahm, überspielte er ohne Wissen der Band die von Harris, die damit verloren sind. Dafür ist er auf anderen Aufnahmen als Hintergrundsänger zu hören.
Auf dem Debütalbum Reflections of the Solstice spielt die Band Death Doom mit einzelnen Mitteltempo-Passagen, der in der Tradition von Hellhammer/Celtic Frost und langsameren Passagen von Bathory steht. Martin de Bruijn von Archaic-Magazine.com bezeichnet das Album als eines der unterschätztesten der frühen 1990er Jahre.
2007 veröffentlichte Nuclear War Now! Productions The Last Sodomy of Mary mit unveröffentlichten Aufnahmen aus der Zeit des Debüts Reflections of the Solstice und in der limitierten Version weiterem unveröffentlichtem Live- und Cover-Material. Ursprünglich sollte dieses Material die Grundlage für ein zweites Album werden. Außerdem erschien dort eine Wiederveröffentlichung der JL-America-Version von Reflections of the Solstice mit Bonustiteln und drei Liedern mit dem Gesang von Mitch Harris.

## Stil
Die Gruppe spielt einen langsamen, dunklen Stil, der stark an Hellhammer erinnert, und verbindet Sludge-, Doom-, Death- und Black-Metal-Elemente; die Band versuchte, Stilelemente ihrer bevorzugten Gruppen wie Bathory, Hellhammer, Saint Vitus, Voivod und Sodom zu verbinden. Volkmar Weber vom Rock Hard bezeichnet den Stil der Demos als „[z]ähe Endzeitkunst, pechschwarz und ziegenfixiert, allumfassend satanisch“. Die Texte handeln von Teufelsanbetung und Horrorgeschichten, die Mitglieder waren selbst jedoch keine Satanisten; laut Jeff Nardone sollte die Musik jedoch satanische Bezüge enthalten; die Mitglieder versuchten, auch textlich so brutal wie möglich zu sein.

## Diskografie
- 1987: Demo ’87 (Demo)
- 1988: Sodomize the Goat (Demo)
- 1991: Promo ’91 (Promo)
- 1991: Reflections of the Solstice (Album, Turbo/JL America)
- 1992: Goatlord (Album, Turbo/JL America)
- 2003: Distorted Birth: The Demos (Compilation, From Beyond Productions)
- 2004: Forshadow / Reaper of Man (Split-7" mit NunSlaughter, Bestial Onslaught)
- 2007: The Last Sodomy of Mary (Compilation, Nuclear War Now! Productions)